# カーネーション (清春の曲)
「カーネーション」は、清春の楽曲。10枚目のシングルとして2006年12月13日にバウンシーレコーズから発売された。

## 概要
- 通常盤と初回限定盤の二種類が発売された。初回限定版にはDVDが付属している。「adore」は通常盤にのみ収録されている。
- 「カーネーション」はテレビ東京系アニメ『ヤマトナデシコ七変化♥』のエンディング・テーマに起用された。
- PVには女優の秋吉久美子が出演している。[1]

## 収録曲

### 初回限定盤
| 全作詞・作曲: 清春、全編曲: 清春/三代堅。 |                                                       |       |            |      |
| #                                         | タイトル                                              | 作詞  | 作曲・編曲 | 時間 |
| 1.                                        | 「カーネーション」                                    | 清春  | 清春       | 4:40 |
| 2.                                        | 「MELANCHOLY (long version)」(『poetry』収録曲の再録) | 清春  | 清春       | 7:14 |
| 合計時間:                                 | 合計時間:                                             | 11:54 |            |      |

| #  | タイトル                      | 作詞 | 作曲・編曲 |
| -- | ----------------------------- | ---- | ---------- |
| 1. | 「カーネーション VIDEO CLIP」 |      |            |

### 通常盤
| 全作詞・作曲: 清春、全編曲: 清春/三代堅。 |                                                       |       |            |      |
| #                                         | タイトル                                              | 作詞  | 作曲・編曲 | 時間 |
| 1.                                        | 「カーネーション」                                    | 清春  | 清春       | 4:40 |
| 2.                                        | 「MELANCHOLY (long version)」(『poetry』収録曲の再録) | 清春  | 清春       | 7:14 |
| 3.                                        | 「adore」                                             | 清春  | 清春       | 5:37 |
| 合計時間:                                 | 合計時間:                                             | 17:31 |            |      |